# Deerhound
O lebrel escocês, oriundo do Reino Unido, é uma raça de cães do tipo lebreiro, especializada originalmente na caça ao veado (em inglês: deer), de onde herdou o nome. Estes valorosos cães eram primordialmente pertencentes aos chefes dos clãs escoceses. Com o fim desse sistema sua população entrou em declínio, a raça foi resgatada pelo criador de cães Duncan McNeil e acabou por tornar-se mais comum na África do Sul que em seu país natal. Fisicamente tem a musculatura de um galgo inglês, a pelagem resistente ao frio, dura e relativamente impermeável, e pode atingir os 45 kg. Dona de um tórax fundo, esta raça pode ter torção gástrica, fatal em alguns casos. Seu comportamento e temperamento são descritos como os de um cão meigo, despretensioso e gracioso. Entre suas peculiaridades está sua expectativa de vida, curta em relação a animais menores.